# 瑙吉蒂洛伊
瑙吉蒂洛伊，是匈牙利沃什州所辖的一个村，总面积15.66平方公里，总人口131，人口密度8.4人/平方公里（2010年1月1日）。